# Bundesstraße 310
Pour les articles homonymes, voir Route 310.
La Bundesstraße 310 est une Bundesstraße du Land de Bavière.

## Géographie
La Bundesstraße 310 commence à la sortie d'Oberjoch en une jonction avec la B 308 et se dirige d'abord vers le nord. Après la rivière Wertach et de nombreux hameaux (par exemple Unterjoch), la B 310 atteint le contournement de Wertach. Ensuite l'itinéraire mène le long du Grüntensee jusqu'au rond-point du contournement d'Oy-Mittelberg.
La B 310 repart à la jonction de Füssen et se termine à la jonction avec la B 16 entre Marktoberdorf au nord et le centre-ville de Füssen au sud.

## Histoire
La Bundesstraße 310 succède à la Reichsstraße 310 en 1949. Mis à part les contournements, elle avait le même tracé qu'aujourd'hui.
Dans les années 1990, la rocade nord de Füssen est mise en service.

## Tourisme
La Bundesstraße 310 forme la partie médiane de la route allemande des Alpes sur tout le parcours.
À l'extrémité ouest de la Bundesstraße 310, le col d'Oberjoch et la vallée de Tannheim sont accessibles par la B 308.

## Source
- (de) Cet article est partiellement ou en totalité issu de l’article de Wikipédia en allemand intitulé « Bundesstraße 310 » (voir la liste des auteurs).